# Тихончук Софія
Софі́я Тихончу́к(†1941) — керівник першого антинацистського підпілля у Сумах.
Очолювала групу, яка вела антифашистську пропаганду серед сум'ян. Розстріляна нацистами 20 грудня 1941 року.